# Lijst van burgemeesters van Sint-Truiden
Dit is een lijst van burgemeesters van de Belgische stad Sint-Truiden, gelegen in de provincie Limburg.

## Burgemeesters
| Naam                             | Begin | Einde | Partij     |
| -------------------------------- | ----- | ----- | ---------- |
| Pierre Meester                   | 1800  | 1805  | partijloos |
| Johannes Van den Berck           | 1805  | 1814  | partijloos |
| Bonaventure de Menten de Horne   | 1814  | 1819  | partijloos |
| Johannes Van den Berck           | 1820  | 1821  | partijloos |
| Bonaventure de Menten de Horne   | 1822  | 1823  | partijloos |
| Cornelius Antonius Vandenabeele  | 1823  | 1824  | partijloos |
| Johannes Van den Berck           | 1824  | 1830  | partijloos |
| Nicolas Delgeur                  | 1830  | 1831  | liberaal   |
| Jean-Théodore de Menten de Horne | 1832  | 1836  | katholiek  |
| Mathieu Gillis                   | 1836  | 1848  | katholiek  |
| Nicolas Delgeur                  | 1848  | 1870  | LP         |
| Charles Van den Berck            | 1870  | 1876  | KP         |
| Jean-Henri Ulens                 | 1876  | 1891  | KP         |
| Guillaume Vanvinckenroy          | 1891  | 1899  | KP         |
| Clément Cartuyvels               | 1900  | 1921  | KP         |
| Edgard De Jongh                  | 1921  | 1926  | KP         |
| Paul Cartuyvels                  | 1927  | 1933  | KP         |
| Jean Thenaers                    | 1933  | 1949  | KP         |
| Jules Scheepers                  | 1949  | 1964  | CVP        |
| Pierre Raemaekers                | 1965  | 1969  | CVP        |
| Abdon Demarneffe                 | 1970  | 1973  | CVP        |
| Firmin Aerts                     | 1974  | 1977  | CVP        |
| Jef Cleeren                      | 1977  | 1994  | CVP        |
| Ludwig Vandenhove                | 1995  | 2012  | SP         |
| Veerle Heeren                    | 2013  | 2022  | CD&V       |
| Ingrid Kempeneers                | 2022  | 2025  | CD&V       |
| Ludwig Vandenhove                | 2025  | heden | Vooruit    |

## Tijdslijn
Brussels Hoofdstedelijk Gewest:
Anderlecht · 
Brussel

Vlaanderen:
Aalst · 
Aarschot · 
Antwerpen · 
 Asse · 
Beernem · 
Bertem · 
Blankenberge · 
Brugge · 
Damme · 
De Haan · 
De Panne · 
Deerlijk · 
Deinze · 
Eeklo · 
Evergem · 
Galmaarden · 
Geraardsbergen · 
Gent · 
Halle · 
Hasselt · 
Herent · 
Herk-de-Stad · 
Herzele · 
Heusden-Zolder · 
Houthalen-Helchteren · 
Ichtegem · 
Kaprijke · 
Knokke-Heist · 
Kortemark · 
Kortenberg · 
Kortrijk · 
Leuven · 
Lichtervelde · 
Lievegem · 
Lokeren · 
Maldegem · 
Mechelen · 
Moerbeke-Waas · 
Ninove · 
Oostende · 
Oostkamp · 
Poperinge · 
Roeselare · 
Ronse · 
Sint-Lievens-Houtem · 
Sint-Niklaas · 
Sint-Truiden · 
Temse · 
Tielt · 
Tienen · 
Tongeren · 
Torhout · 
Veurne · 
Waregem · 
Wellen · 
Wetteren · 
Wichelen · 
Zaventem · 
Zedelgem · 
Zele · 
Zonhoven · 
Zottegem

Wallonië: 
Charleroi · 
's-Gravenbrakel · 
Morlanwelz · 
Ophain-Bois-Seigneur-Isaac